# Eptesicus chiriquinus
Eptesicus chiriquinus é uma espécie de morcego da família Vespertilionidae. Pode ser encontrada na Costa Rica, Panamá, Colômbia, Venezuela, Guiana, Guiana Francesa e Brasil (região amazônica).